# Тростянецька міська територіальна громада
Тростянецька міська громада — територіальна громада України, у Охтирському районі Сумської області. Адміністративний центр — місто Тростянець.
Площа громади — 155,79 км², населення — 21 778 мешканців (2018).
Утворена 18 липня 2017 року шляхом об'єднання Тростянецької міської ради та Зарічненської, Кам'янської сільських рад Тростянецького району.
12 червня 2020 року до громади приєднані Білківська, Буймерська, Дернівська, Криничненська, Люджанська, Мартинівська, Мащанська, Ницахська, Печинська, Семереньківська, Станівська сільські ради Тростянецького району та Солдатська сільська рада Великописарівського району.

## Населені пункти
До складу громади входять 1 місто (Тростянець), 35 сіл: Артемо-Растівка, Білка, Боголюбове, Братське, Буймер, Вишневе, Грузьке, Дернове, Золотарівка, Зубівка, Кам'янецьке, Кам'янка, Крамчанка, Криничне, Лучка, Люджа, Мартинівка, Машкове, Мащанка, Микитівка, Ницаха, Новоселівка, Новоукраїнка, Оводівка, Олексине, Печини, Поляне, Рябівка, Савелове, Семереньки, Скрягівка, Солдатське, Станова, Тучне, Хвощова, та 2 селища: Виноградне і Лісне.